# Tommaso, al 2-lea Duce de Genova
Tommaso de Savoia (Tommaso Alberto Vittorio; 6 februarie 1854 – 15 aprilie 1931), al 2-lea Duce de Genova, de asemenea cunoscut drept Thomas Albert Victor de Savoia, a fost prinț italian regal, nepot al regelui Sardiniei, care la 18 februarie 1861 a devenit primul rege al Italiei unite. 
1. ↑  RKDartists, accesat în 13 decembrie 2018